# Bartolomeo Altomonte
Bartolomeo Altomonte nebo také Bartholomäus Hohenberg (24. února 1694, Varšava – 11. listopadu 1783, Sankt Florian), byl rakouský barokní malíř. Jeho otec Martino Altomonte byl rovněž malíř.

## Život
Narodil se 24. února 1694 ve Varšavě. Jeho otec byl malíř Martino Altomonte, který působil na královském dvoře Jana III. Sobieského. Byl třetím ze šesti dětí. Jeho učitelem byl z počátku jeho otec. Rovněž se učil i u Daniela Grana.
Později studoval u Benedetta Lutiho v Římě a v Neapoli u Francesca Solimeny.
Od roku 1722 žil v Rakousku. Většinu života strávil v Linci a působil především v rakouských klášterech, jako je klášter svatého Floriána a klášter Admont.
Po kostelech a klášterech v celém Rakousku lze vidět jeho díla, převážně obrazy.
V roce 1730 si vzal za manželku Annu Marii Rendl, která pocházela z Lince.
Zemřel 11. listopadu roku 1783 v rakouské obci Sankt Florian.

## Dílo

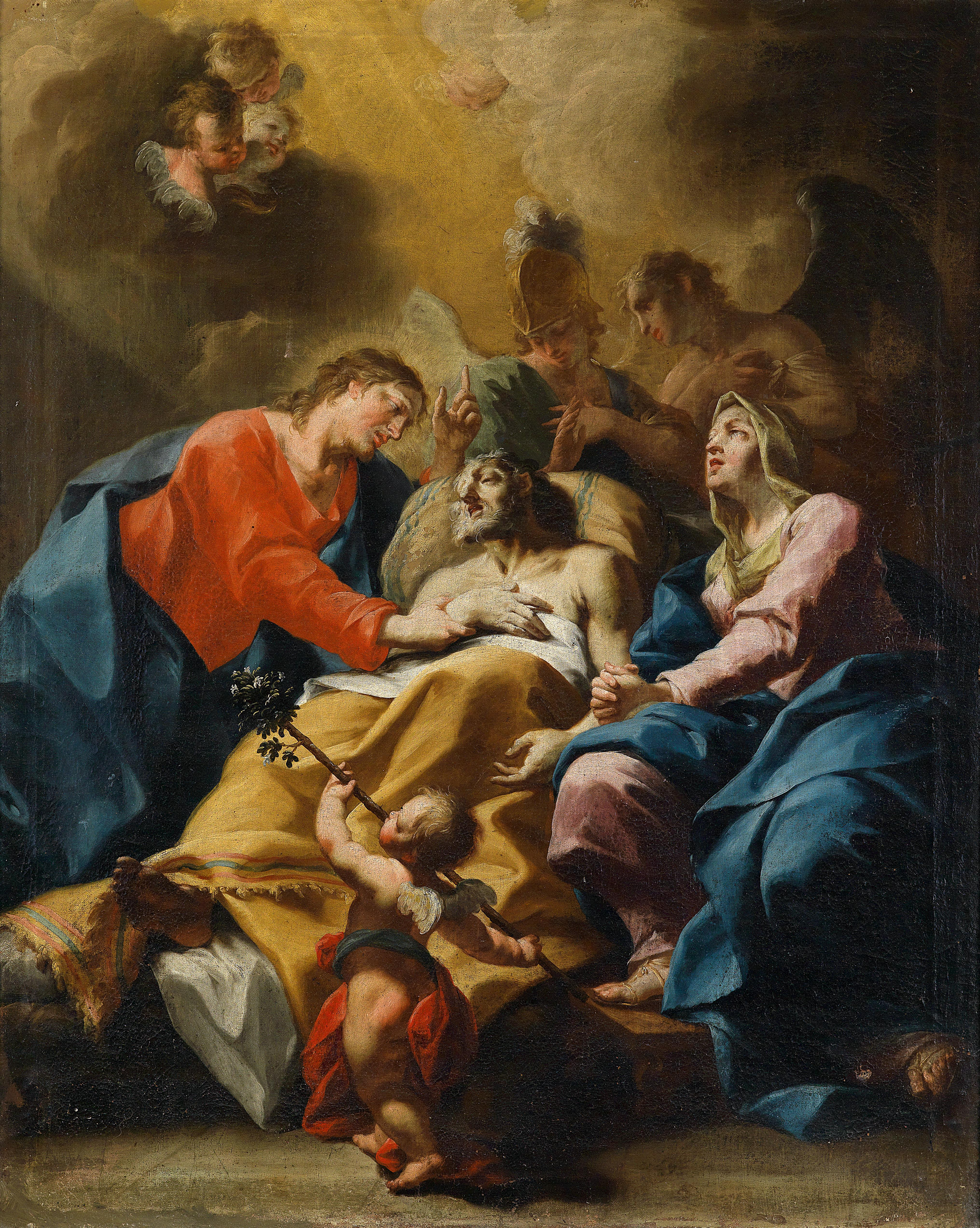
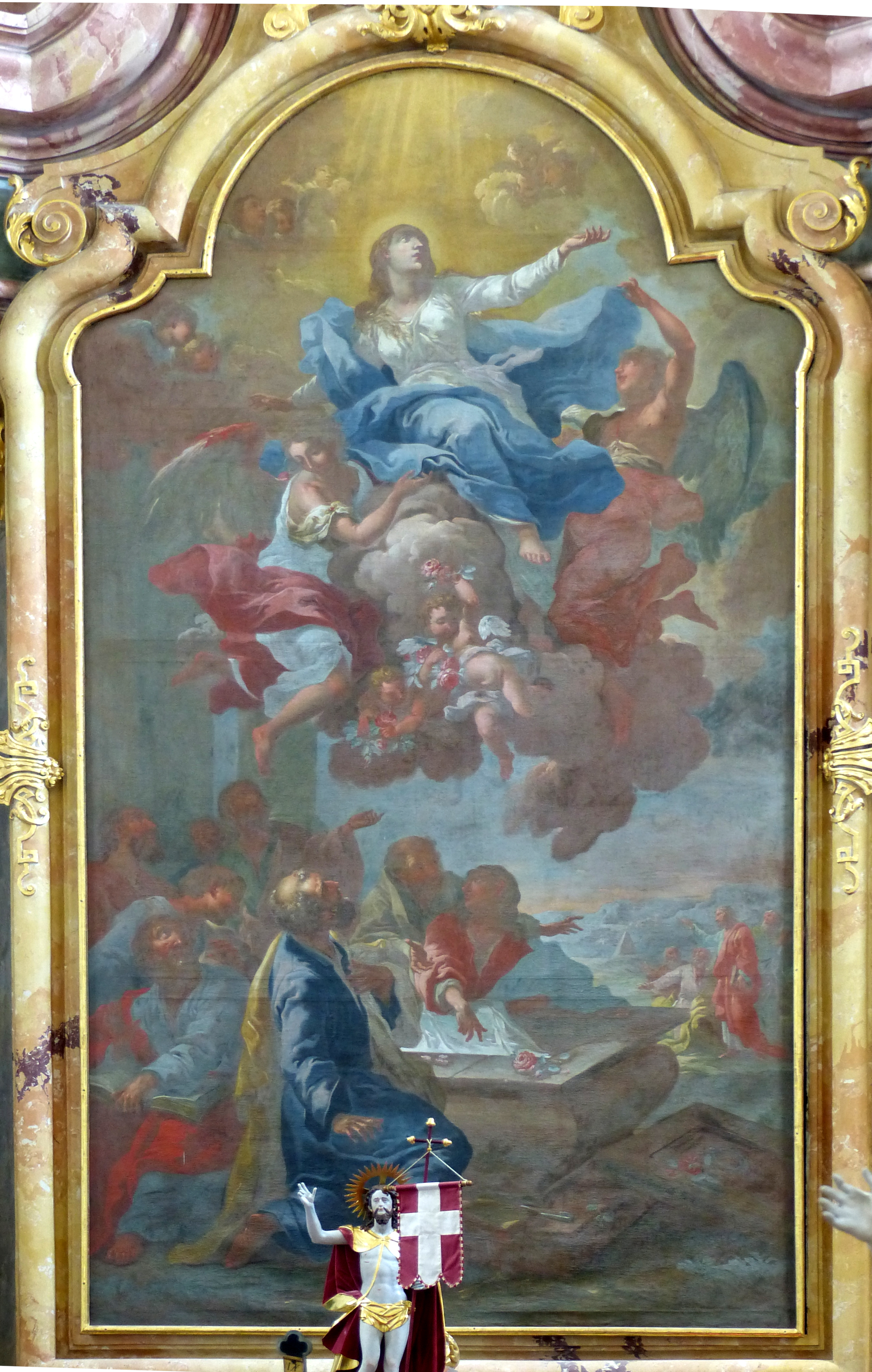
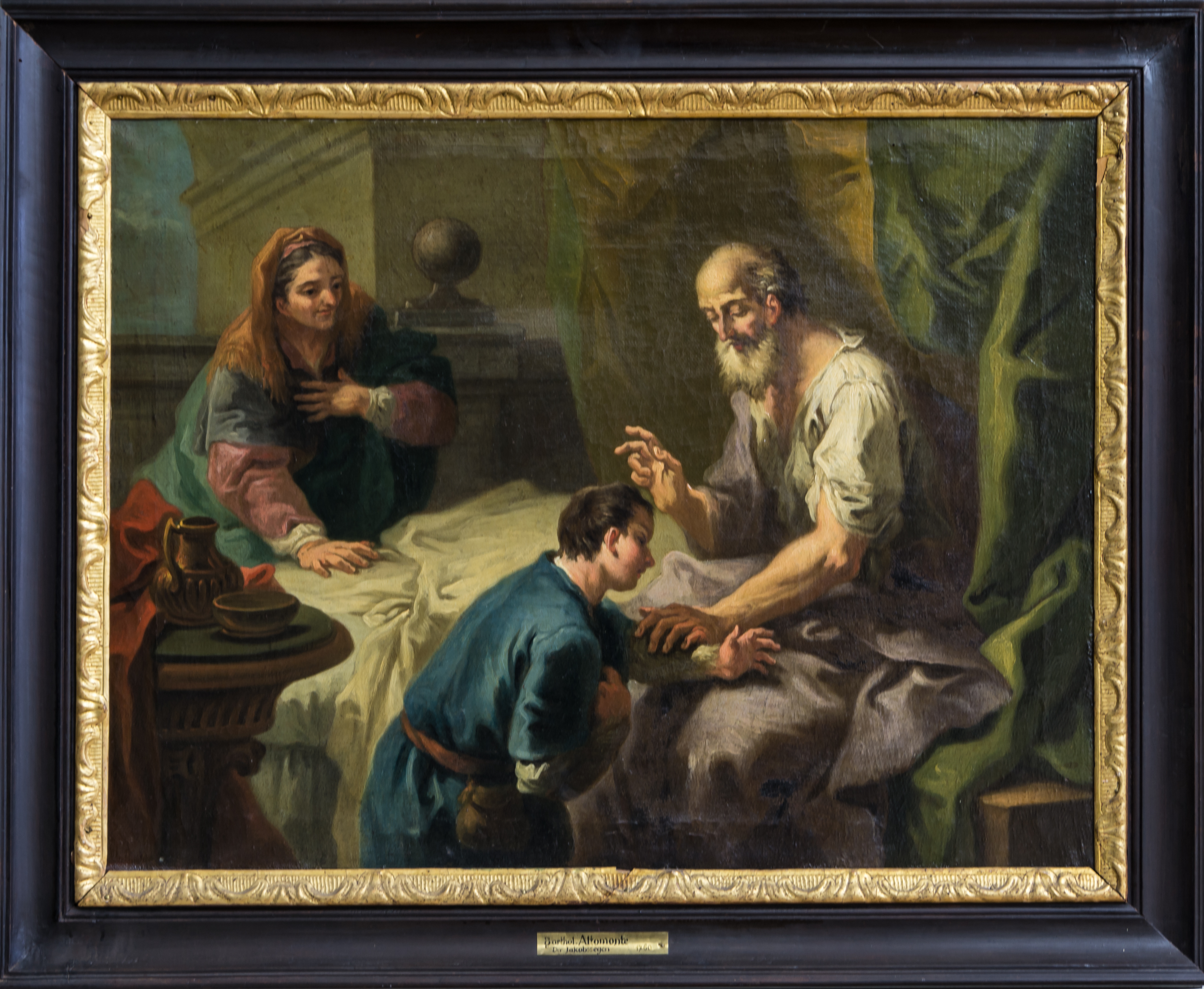